# Гадфли
Гадфли је особа која омета статус кво друштва или заједнице постављањем нових, потенцијално узнемирујућих питања, обично усмерених на власт. Термин је изворно повезан са древним грчким филозофом Сократом, у његову одбрану када му се суди за живот.

## Историја

### Сократ
Израз „гадфли“ (грчки: μυωψ, mýops) Платон је користио у Извињењу да би описао Сократово понашање као неудобан потез на атинској политичкој сцени, попут "узбуђивања муве која гризе тромог коња".
Током одбране на суђењу за свој живот, Сократ је, према Платоновим списима, истакао да је неслагање, попут гадфлија, лако победити, али да би трошкови ућуткивања појединаца који су иритирали моћнике могли бити врло високи за друштво: 
| „ | „Ако убијте човека попут мене, повредићете себе више него што ћете мене," јер је његова улога била попут гадфлија, „да боцка људе и љути их, све у служби истине." | ” |

Ово је можда био један од најранијих описа етике гадфлија. 

### Модерна политика
У модерној политици, гадфли је неко ко упорно изазива људе на позицијама моћи, изазива статус кво или популарни положај. На пример, Морис Клајн је написао: „Постоји функција за гадфлија који поставља питања која би многи стручњаци желели да превиде. Полемика је здрава.“
Реч се може изговорити у погрдном смислу или бити прихваћена као опис за частан рад или за грађанску дужност. 